# Llengua harari
El harari és una llengua etiòpica del grup meridional parlada al kilil (estat regional) de Harar per uns 20.000 membres del poble harari, que anomenen llur idioma també gey sinan "llengua de la ciutat". Conforma, juntament amb l'amhàric, l'argobba, el gafat i les llengües gurage orientals (silt'e i zai) la branca transversal de l'etiòpic meridional.